# Монлор, Ги де
Ги де Монло́р, полное имя Ги Жозе́ф Мари́ де Вилла́рди, граф де Монло́р (фр. Guy Joseph Marie de Villardi, comte de Montlaur; 9 сентября 1918, Биарриц — 10 августа 1977, Гарш, Франция) — французский живописец-экспрессионист, участник Французского Сопротивления во время Второй мировой войны, офицер Ордена Почётного легиона и кавалер французского Военного креста.

## Биография
История аристократического рода де Монлоров восходит к X веку (их фамильный замок расположен в департаменте Эро к северу от Монпелье в провинции Лангедок). Известно, что Бернар II де Монлор, сеньор Вайоке (фр.), участвовал в Первом крестовом походе с Раймондом IV Тулузским (1096—1099).
В молодости Ги де Монлор изучал философию в Сорбонне, осваивая искусство живописи в Академии Жюлиана. Он работал вместе с Эммануэлем Фужера и Жаном Суверби.
В 1938 году поступил на военную службу и стоял на границе с Германией, когда была объявлена война. После падения Франции в октябре 1942 года он переправился в Англию и присоединился к силам Сражающейся Франции, войдя сержантом в состав 1-го батальона морских пехотинцев-фузилёров во время высадки сил союзников в Нормандии 6 июня 1944 года (в местечке Уистреам, север Нормандии). Также участвовал в битве на полуострове Валхерен (Нидерланды) 1 ноября 1944 года. Семь раз он был упомянут в списках отличившихся, удостоен Военного креста 1939—1945 годов и стал офицером ордена Почётного легиона в возрасте 25 лет.
После войны Монлор работал в Студенческой художественной лиге в Нью-Йорке (1947—1948), после чего регулярно выставлял свои работы в Париже. Можно выделить два основных этапа его творчества — ранний, когда художник работал в кубистической манере, и зрелый, экспрессионистический период.
Живопись Ги де Монлора отличает глубокая эмоциональность, пронзительность, достижение «болевого эффекта». Ряд его полотен отражает впечатления войны и является одновременно ярким документом эпохи и свидетельством глубокой психологической травмы. В живописи художника ощутимо также религиозное влияние. В центре его картины мира — человек, потрясённый, растерянный и затерянный в Большом Времени. Мощные и яркие тона картин Ги де Монлора контрастируют со мрачными и порой трагически безнадёжными сюжетами полотен.
Сегодня доступ к живописному наследию Ги де Монлора, принадлежащему его семье, остаётся практически закрыт. Единственным источником является сайт, посвящённый художнику, где представлены некоторые из его картин.
Помимо творческого наследия, военный эпизод жизни Ги де Монлора вошёл в книгу Корнелиуса Райана «The Longest Day», на основе которой в 1962 году был снят одноимённый фильм с участием ряда известных актёров, удостоенный двумя «Оскарами». В роли сержанта Ги де Монлора снялся французский актёр Жорж Ривер.

## Ранний период жизни. Становление художника (1918—1938)
Ги де Монлор родился в Биарицце, где его мать, урождённая Алиса Перейра Пинто, спасалась от войны в небольшой бразильской колонии, пока его отец Жан Жозеф Мари де Монлор, офицер французской армии, был на фронте. Мать Ги де Монлора была дочерью бразильского дипломата, который скончался в Париже, когда ей было четыре года. Ги де Монлор говорил по-английски (поскольку его гувернанткой была урождённая в Ирландии гувернантка его матери), по-французски (родной язык его отца) и по-португальски (родной язык матери). Бразильская культура, с которой он вплотную соприкоснулся в 1927 году во время многомесячной поездки в родные края матери и бабушки, оказала на него сильное влияние (это отразилось в таких полотнах, как «Пеликан», «Спасибо», «Саси Перейра» и др.).
Вскоре после рождения Ги де Монлора семья перебралась в Париж. Его бабушка, урождённая Анна Блондина да Сильва Прадо, родом из бразильского Сан-Пауло, вела хозяйство обеих дочерей, занимавших смежные апартаменты на улице Спонтини возле площади Ламартина в Париже, где и прошли детские годы будущего художника. Его бабушка со стороны отца, Маргарита де Мьёль, проживала в Тибодьере, в фамильном замке Анжу, где мальчик проводил летние каникулы. Пейзажи Тибодьера были запечатлены на его ранних полотнах («Прачечная» и др.).
В сентябре 1929 года отец Ги де Монлора скончался. Во время военных действий на фронтах Первой мировой войны он несколько раз получал отравление газом. Внезапно у него развилась астма, лечение которой оказалось безуспешным — и через три дня его не стало. Отец оказал значительное влияние на будущего художника, поскольку хранил традиции почитания живописи, идущие со времён именитого предка, Кинсона де Вилларди, мецената художников и любителя живописи, собравшего большую коллекцию картин. Вскоре после смерти отца Ги де Монлор решает полностью посвятить себя живописи. В тринадцатилетнем возрасте он уверенно владеет техникой рисунка и акварели, начинает работать маслом. Мать, тем не менее, настояла на том, чтобы сначала он получил степень бакалавра, а уж потом учился живописи. Год он провёл в частной католической школе, затем учился в Сорбонне. В 1934, в возрасте 15 лет, он сдал экзамен на получение первой степени бакалавра философии, а через год — второй степени. Позже Ги де Монлор заметил, что по-настоящему его заинтересовало творчество только одного философа — Артура Шопенгауэра, в особенности рассуждения этого мыслителя о роли интуитивного постижения мира.
Во время учёбы каждый четверг, когда для детей посещение было бесплатным, вместе с дядей (братом матери) Ги де Монлор отправлялся в Лувр — созерцать полотна своих любимых художников: Тициана, Мантеньи, Гирландайо, Курбе, Босха, Боттичелли, Энгра, Делакруа, Пуссена, Клода Лоррена и других. В 1935 году, когда Ги де Монлор завершал обучение, он интенсивно занимался живописью в ателье художника Эммануэля Фужера, представителя «старой гвардии» французского художественного Салона, удостоенного в 1902 году золотой медали этого объединения.
В 1936 году художник проводил летние каникулы в Биарицце, он часто совершал пешие прогулки к Пиренеям, границе с Испанией, и мог слышать взрывы и видеть всполохи гражданской войны, бушевавшей тогда.
В 1937 году Фужера пригласил в свою студию новую ученицу — американку Аделаиду Пайпер Оутс, будущую жену художника. Согласно биографии Н. Килмера, написанной на основе бесед с Аделаидой, она сразу обратила внимание на эффектного юношу; они быстро нашли общий язык, обоим запомнился обед в Венгерском павильоне Всемирной Парижской выставки, где они ели «свой гуляш неимоверно медленно».
В 1937 году де Монлор стал обучаться искусству создания фресок в мастерской Суверби Академии Жюлиана. Суверби отличался консервативной манерой: он предпочитал писать живую натуру, обнажённые тела, успешно готовя учеников к престижной римской премии. Но никогда он не проявлял ни малейшего интереса к различным направлениям эпохи модерна, например, к кубизму. Однако его фреска «Музыка» и другие работы демонстрируют чёткое разделение холста, соответствующее принципу гармонии формы и суггестии — то есть уважение к принципу «золотого сечения», хорошо известного мастерам эпохи Возрождения и открытого заново кубистами.

## Война (1939—1945)
В октябре 1938 года, сразу после Мюнхенского соглашения, 20-летний художник был призван на военную службу. Он был прикомандирован к 3-му Гусарскому полку в Саррегемине, После Пасхи 1939 года неизбежность войны была очевидна. Аделаида Оутс покинула Францию и отправилась сначала в Англию, а затем вместе с сёстрами вернулась в Америку. В августе 1939 года Ги де Монлор был удостоен звания капрала в Кавалерийском полку. 1 сентября 1939 года Франция и Англия объявили войну Германии. Начался период так называемой «странной войны» («сидячей войны»), длившийся с 3 сентября 1939 года по 10 мая 1940 года и характеризовавшийся почти полным отсутствием военных действий. В это время Ги де Монлор в составе добровольческой армии участвовал в многочисленных рейдах в регионе Саар. Он сражался в рядах моторизованной разведки, используя любую возможность схватки со врагом (вопреки общей тактики «сидячей войны»). Всю осень и начало зимы он провёл в изматывающих боях и вылазках, он едва ел и спал, а когда в январе получил возможность побывать дома (в Тибодьере), то врачи обнаружили у него тяжёлую форму плеврита. Ему пришлось лежать в больнице, врачи заключили, что он не может вернуться на военную службу. Но Монлор видел смятение страны: тысячи людей двигались со скарбом на юг, вся гражданская жизнь была разрушена, армия не предпринимала решительных действий. Он добровольно отправился на фронт, в июне 1940 года примкнув к одному из подразделений. Однако перемирие Петена с Гитлером 22 июня 1940 года заставило его (после недолгого пребывания в Лиможе) присоединиться к британцам, отправившись сначала в Лиссабон и поработав на секретную разведслужбу. Затем он оказался в Бристоле, потом в так называемой Школе патриотов, где проходили специальную проверку все вновь прибывающие в Великобританию. После этого он был принят в Свободные французские силы («Сражающаяся Франция»), дислоцировавшиеся преимущественно в Англии, и оказался под командованием Филиппа Кифера, в рядах бригады № 4 коммандос 1-го батальона морской артиллерии.
Всё это время он переписывался с Аделаидой Оутс, находившейся в Нью-Йорке. Как только Ги де Монлор оказался в Англии, друзья помогли оформить для Аделаиды разрешение от посольства на пребывание в стране. Она приехала в июне 1943 года — и спустя несколько дней, вопреки традиции долгой помолвки и свадебного церемониала, они поженились (свадьба состоялась 3 июля 1943 года).
Ги Вурш, его однополчанин, вспоминал: «Я увиделся с ним в начале 1943 года и предложил ему присоединиться к Британским коммандос, бывшими тогда современным аналогом кавалерии, вооружёнными, как разведка, для быстрых вылазок. С этого времени мы практически всегда были вместе. Сначала как командиры отделений, затем взводов, оттачивая военное мастерство бок о бок с Кифером, Лофи, Атту, Шоссом, Бего, Валлераном, мы превратили наши подразделения в настоящее орудие атаки, и были удостоены высокой чести первыми высадиться на родную землю Франции. Когда все офицеры нашего подразделения были ранены, именно Ги де Монлор взял командование на себя. А позже, раненный под Флиссингеном на Валхерене, он отказался покинуть поле боя. Его отвага была сродни вызову, он не просто сражался, он унижал своим презрением врага. Он был удостоен семи упоминаний в числе особо отличившихся и получил Орден Почётного легиона в возрасте 25 лет».
6 июня 1944 года Ги де Монлор принял участие в высадке союзных войск в Нормандии (в районе Уистреама, пляж Sword, операция Overlord). Несколько часов спустя после высадки, Монлор был с отрядом Кифера в районе моста Пегас через канал Л’Орн в Бенувиле (Кальвадос), чтобы прикрыть солдат 6-й воздушной дивизии генерала Ричарда Гейла, взявших мост ночью накануне высадки. Преодоление так называемого Атлантического вала, созданного вермахтом для противодействия высадке, было главной задачей союзных сил. "Немцы потратили четыре года на возведение «Атлантического вала». Они израсходовали тысячи тонн бетона, укреплённого сотнями тысяч стальных прутьев. Они прорыли тысячи километров траншей. Они заложили миллионы мин и установили тысячи километров колючей проволоки. Они соорудили десятки тысяч береговых заграждений. Это было величайшим инженерным подвигом, который поглотил немалую долю материалов, людских ресурсов и строительных мощностей Германии в Западной Европе. На «Юте» «Атлантический вал» задержал американскую 4-ю дивизию менее чем на час. На «Омахе» американские 29-я и 1-я дивизии были задержаны им менее чем на день. В секторах «Золото», «Юнона» и «Меч» он задержал 50-ю английскую, 3-ю канадскую и 3-ю английскую дивизии примерно на час". Однако в течение этого часа подразделение, в составе которого сражался Монлор, потеряло всё командование убитыми и ранеными, 23 солдата были тяжело ранены или убиты. Сержант Ги де Монлор, раненный в бою, взял командование на себя: Атлантический вал был преодолён, подразделение достигло моста Пегас и оказало поддержку авиадивизии Гейла.
Прошедший вместе с ним через это сражение и раненный в бою Ги Атту писал Ги Вуршу 18 июня 1944 года: «Монлор потрясающе отважен, хладнокровен перед огнём». В письме тому же адресату от 21 июня 1944 года Атту вновь говорит о Монлоре: «Он великолепен. Такое спокойствие, такое презрение к любой опасности! Я надеюсь, нет, я уверен, что он будет знаменит».
Через 12 лет Ги де Монлор напишет картину «Пегас перед высадкой», отразившую его впечатления от 6 июня; но и позже, в 60-70-е годы, он будет возвращаться к Нормандии 1944 года («На память о Нормандии», «Однажды в июне рано утром»). Всего во время высадки было убито 4900 человек, погибли однополчане художника. Въевшиеся в память страшные образы нашли отражение в живописи («На дороге возле Сальнеля, друг»). В августе 1944 года Аделаида де Монлор родила первенца — дочь Элизабет. Был освобождён Париж, в котором художественная жизнь не прекращалась даже в годы коллаборационизма.
1 ноября 1944 года Ги де Монлор участвовал в высадке на остров Валхерен и освобождении Флиссингена. Операция, проведённая против врага, превосходящего силы освободителей в десять раз, была полностью успешной. Устье реки Шельда было освобождено, доступ к порту Антверпен открыт.
Он подписал одну из фотографий, сделанную Ги Вуршем во время операции: «Перевёрнутая баржа справа моя. Под огнём немецких зениток, как только баржа вошла в порт, она перевернулась от мощного взрыва. Все бойцы моего взвода успели вовремя прыгнуть в воду — но весь экипаж и пятеро солдат Королевского инженерного корпуса, сопровождавшие нас, были убиты»
Получивший новые ранения, Ги де Монлор провёл зиму и весну 1945 года в английском госпитале. Шрапнельная рана, полученная художником, оказалась тяжёлой: ему пришлось перенести ряд мучительных операций, всю жизнь потом его преследовали ничем не снимаемые боли. В июле 1945 года семья перебралась в Тибодьер, а в ноябре родился второй ребёнок — дочь Мари. В январе 1946 года Ги де Монлор демобилизовался из армии.

## США. Ницца. Кубистский период (1946—1952)
Прежде всего, он собирался перебраться в Соединённые Штаты и продолжить там обучение живописи. В Нью-Йорк Монлоры приехали зимой 1947 года. В октябре 1947 года родился сын Жорж. Ги де Монлор проходил обучение в студенческой Лиге Нью-Йорка; он находился под сильным влиянием творческих принципов Джино Северини, с которым познакомился в Париже и чья книга «От кубизма к классицизму: эстетика циркуля и числа» была для художника настольной. В картинах этого периода очевидно строгое внимание к «формульности» изображения, когда цвета находятся в зависимости от форм, а принцип «золотого сечения» очевидно доминирует в композиции. Познакомившись с культурной жизнью Нью-Йорка, Ги де Монлор принимает решение вернуться во Францию, где живут и творят близкие ему по духу художники (например, Жан-Мишель Атлан — еврей по происхождению, спасавшийся от нацистов в психиатрической лечебнице; с ним он познакомился в Париже сразу после освобождения города). В 1948 году осенью семья с тремя детьми поселяется в Ницце на юге Франции — в квартире с видом на Залив ангелов. В период с 1948 по 1953 год Ги де Монлор равное время проводил в Париже и Ницце. Сообщество художников в Париже в это время бурно обсуждало нереалистическую манеру в живописи; Монлор активно включился в эти споры. Находясь в Париже, он встречался с такими художниками, как Атлан, Поляков, Шнейдер, Шаповал и Сулаж, составившими ядро знаменитого творческого объединения Réalités Nouvelles.
В манифесте объединения, выпущенном к выставке 1948 года, говорилось: «Не-репрезентация мира во внешних проявлениях предполагает технику, которая и изобразительно, и скульптурно, не имеет ничего общего с техникой, которая была результатом фигуративной концепции. Эти два направления — фигуративное и нефигуративное — противостоят друг другу по формальному выражению духовного. Эмоциональное значение этого манифеста заключается в необходимости провозглашения уникального эмоционального значения линий, поверхностей, цветов, взятых в равнозначных пропорциях к линиям, поверхностям, заполненным светом и освобождённым от него. Эта ценность сущностно пластична и максимально универсальна». Текст манифеста показывает, что художественное объединение Réalités Nouvelles изначально создавалось в борьбе за признание права абстракционизма рассматриваться наряду с другими направлениями живописи. Оценки критиков исходили из привычной (фигуративной) оптики живописного искусства, и были совершенно не применимы к искусству абстракционизма. Между тем всё больше и больше художников переходили под знамёна нон-фигуративной живописи.
Дружба с ними, близость их художественного метода его собственному подходу к живописи предопределили дальнейшую эволюцию Ги де Монлора. Именно в этот период Монлор начинает свою выставочную деятельность.
Приверженность художника принципам кубизма, запечатлённая в картинах, написанных преимущественно в США, была сразу замечена критиками. Рамки кубизма представлялись в то время уже достаточно освоенными и потому узкими для самовыражения творческой индивидуальности. Вот почему в одном из обзоров выставки в Парижской галерее Люсьен-Леонс Розенберг в марте 1949 года выражалось восхищение смелостью хозяйки галереи представлять молодых: «Он [Ги де Монлор] также ищет заветную формулу самовыражения в уже открытых техниках в течение всех сороковых годов, но эти поиски до сих пор не дали золотой жилы. Я бы не стал говорить о Ги де Монлоре, если бы он не сумел передать нежность личной чувственности, и если бы я не соблазнился натюрмортами „Апельсины“ и „Лук за бокалом красного вина“. Г-жа Люсьен-Леонс Розенберг помогает молодым дарованиям, это традиция в её семье; надеюсь, что её усилия в будущем будут оправданы».
В 1949 году выходит французский перевод книги Василия Кандинского «О духовном в искусстве». Книга много значила для Ги де Монлора, высоко ценившего творчество этого художника и разделявшего многие его взгляды на теорию и суть живописи. Однако период кубизма во многом этой книгой и был завершён: произошло освоение метода, достаточное для того, чтобы двинуться по собственному уникальному пути. Мастерство Ги де Монлора-кубиста было высоко оценено: так, Музей современного искусства приобрёл одну из его картин с выставки в галерее Люсьен-Леонс Розенберг. Но уже осенью 1949 года на выставке группы Surindépendants была представлена первая абстракционистская картина Ги де Монлора «Залив ангелов». Джино Северини приветствовал новый творческий этап художника, но советовал ему не замыкать себя в рамках какого бы то ни было направления (письмо от 6 января 1950 года). В критике тоже ощущалось ожидание новых трендов. Так, Роже ван Гиндерталь в статье «Художники-логики и художники-сенсорики столкнулись в салоне Реалите Нувель» даёт развёрнутое рассуждение о французской современной живописи. Творчество Монлора (наряду с Истрати, Зевако и другими) отнесено в этой статье к полюсу рационального начала (и даже формализма). Ему противопоставлено творчество художников, на полотнах которых акт творения и есть суть картины («органолептические» художники или художники-сенсорики). По тону статьи очевидно, что Роже ван Гиндерталь отдаёт предпочтение последним (например, Грете Сауэр и Стивену Гилберту).
Кроме галереи Розенберг, Монлор был выставлен также в известном центре живописи — галерее Колетты Алленди. Колетта была вдовой психоаналитика и искусствоведа Рене Алленди, автора предисловия к книге Дж. Северини «Du Cubisme au Classicisme» («От кубизма к классицизму»). Мишель Рагон, французский арт-критик, заметил однажды, что выбор Колетты «пророческий», «любые новые жизнеспособные образцы живописи непременно выставлялись у Колетты Алленди». Здесь выставлялись полотна Брийена, Дусе, Гартунга, Корнеля, Матье, дель Марля, Сулажа, Сталя, Уолса, Шнейдера и Монлора (с 1951 года).

## Фонтенбло. Период барокко (1952—1960)
В 1950 году родилась Жанна, а в 1952 году, с рождением пятого ребёнка, сына Майкла, Монлор с семьёй перебрался в Фонтенбло. Его картины становились всё более геометричными, сознательно сглаженными, всё менее отсылающими к стилю Кандинского, они демонстрировали близость художника общему направлению неоконструктивизма в духе Réalités Nouvelles.
В Фонтенбло Монлор меньше работает кистью и начинает в основном пользоваться ножом для нанесения краски — мастихином, ломающим контуры и пространства. Для его творческой манеры было свойственно писать этюды гуашью — ими предварялась каждая большая работа. Его творчество становится всё более герметичным. Особенное значение для этого периода странных, непредсказуемых, динамичных форм имеет французская поэзия. С самой ранней юности Ги де Монлор был увлечён поэзией. Томик Аполлинера он пронёс через всю войну, а незадолго до смерти подарил эту книжку внуку Гийому, тёзке великого поэта. Его глубоко трогали стихи Верлена, Бодлера, Нерваля, Валери. Свои впечатления он передавал языком живописи, и иногда названия картин приоткрывают историю их происхождения (например, «Развлечения январской ночью», посвящённые смерти Жерара де Нерваля в 1855 году, ровно за сто лет до создания полотна).
«Монлор обладал ясным, честным, бескомпромиссным характером. Всю жизнь он часто переживал разочарования и впадал в депрессию. Он болезненно воспринимал суть происходящего, он понимал жизнь, чувствовал, что его понимание близко к истине, но истина поражала его, как двусторонний меч. Он был один на один со своим знанием — и чувствовал, что не находит понимания. Так как же иначе он мог выразить это чувство истины, эту энергию, как не рисуя свои картины и развивая технику? Альбер Бегин, потрясённый этой силой, писал в 1957 году: „Сейчас Вы показываете свой характер, поистине неистовый“».
Растущие потребности семьи всё время диктовали потребность искать дополнительный заработок. В 1954—1955 году Ги де Монлор обратился к такому тяжёлому труду, как перевод. Он перевёл на французский язык с английского роман «Посторонний» современного афро-американского писателя Ричарда Райта для престижного издательства Gallimard.
Н. Килмер, анализируя творчество художника этого периода, замечает: «Картины этого периода показывают очевидный крен в сторону религиозной тематики — как, например, „Падение ангела“. Этот крен далёк от институциональной ориентации на религиозное содержание в духе Манесье, где формы самосознания отражают свет, как стёкла витража. Вместо этого мы обнаруживаем в полотнах Монлора — особенно с начала 60-х годов — своеобразную хронику его внутренней духовной борьбы». Именно эта внутренняя противоречивость, столкновение в полотнах разнонаправленных техник и способов формирования образа позволяют говорить о «барочности» картин этого периода.
В мае 1956 года Монлор с Аделаидой и детьми поселился в Париже, в большой студии в 17-м округе, где ему предстояло работать в течение двенадцати последних лет. В 1959 году родился шестой ребёнок — Дофина, и необходимость содержать большое семейство заставила Ги де Монлора вновь пойти на военную службу (в Национальные военно-морские силы).
В том же 1959 году Франко-Американский комитет провёл в Париже выставку «20 художников американских — 20 художников французских» (приуроченную к 180-летию со дня подписания первого союзнического договора между Соединёнными Штатами и Францией), в состав которой было включено по одному полотну каждого автора. Ги де Монлор представлял французское искусство картиной «Феникс и гуашь». В предисловии к выставочной экспозиции Президент общества друзей Национального музея современного искусства Морис Берар отметил, что «эта группа молодых художников из обеих стран репрезентирует различные тенденции и представляет собой синтез современного искусства, в котором, несомненно, доминирует нынешний дух Парижской школы, но ему тесно в этих границах, и это уже некое интернациональное течение, объединяющее мир Запада».

## Париж. Годы экспрессионизма (1960—1977)
Именно начало 60-х годов знаменует собой переход Ги де Монлора к уникальному стилю в живописи, позволившего ему наконец сказать всё, что он хотел. Наметившийся в предыдущий период отход от ориентиров в 60-е годы становится своеобразной нормой: художник сочетает безупречное мастерство письма и эмоциональность, атмосферность в создании своих полотен. Вопросы, вокруг которых строилась дискуссия в парижских художественных объединениях (о фигуративности и абстрактности), перестают быть актуальными: Ги де Монлор выражает то, что он чувствует, с помощью тех приёмов, что наиболее точно отвечают его состоянию в момент создания полотна. У картин есть замысел, есть некий образ, заставивший проснуться вдохновение, — но этот образ может угадываться, а может быть и растворён в языке красок и линий. Яркая черта стиля Монлора — динамизм; в его картинах всё полно движения и устремлённости, всегда есть направление, предугадываемая цель этого движения, и это стремление изображения на холсте к цели говорит о многом.
Н. Килмер полагает, что живопись Монлора представлена двумя основными стадиями: вначале это были рациональные технические конструкции (до той поры, пока надобность в такой технике отпала), а затем — лиризм, преодолевающий геометрические формы, соединяющий эмоции, неистовость, мысли, которые невозможно выразить одними словами.
Творчество Монлора этого периода становится всё менее проницаемым для зрителя (хотя художник всегда оставляет своеобразные «улики» смысла — как, например, в «Падении ангела») и одновременно всё более автобиографичным (и поэтому драматичным). «Дух борьбы окончательно умер во мне», — писал он в январе 1962 года (Ночные заметки).
Творчество становилось необходимостью — надо было побороть отчаяние; очевидно, что большинство картин этого периода продиктовано именно этим чувством. Он описывал одну из своих картин — «Осень наступает» — так: «Только прикосновение тёмного красного лака могло согреть этот металлический пейзаж. Острая голубизна ясного неба, стальной оттенок ручьёв и дорог, замороженные деревья, будто высеченные скульптором, — всё это требует окровавленного тела. Дайте руке с острыми когтями вырвать моё сердце из груди, красное и жаркое, и кинуть его в зимние деревья — теперь моя картина закончена. Это правильно и так и должно было быть. Этой зиме принадлежит моё сердце» (Ночные заметки. 28 декабря 1961 года).
В другом тексте, в конце длинного сна, в котором художник оказывается в сопровождении своего двойника — самого себя, погибшего весной 1941 года, — они стоят перед зеркалом в комнате, где на мольберте установлен чистый холст. «Мы смотрим друг на друга некоторое время. Нас четверо. Старик и его отражение — такое грустное. Голубизна его глаз слепа. А потом — кто этот персонаж, что я сам и есть? Я точно знаю, что он мёртв, — и теперь я его люблю. Я беру его голову в руки. Она пылает жаром. Я целую его правый висок. Тридцать три года между нами. Кто пылает жаром? Зеркало и белый холст смотрят на нас» (Ночные заметки, 18 мая 1974 года).
Служба в военном архиве отнимала много сил, мешала сосредоточиться на живописи. По-настоящему творить удавалось только во время летнего отдыха, когда Ги де Монлор с семьёй отправлялся в Бретань. В августе 1966 года во время такой поездки произошла трагедия: машина, в которой художник был пассажиром, сбила мальчика. Монлор оставался с умирающим ребёнком, пытаясь его успокоить и отвлечь от мучений. Эта авария вернула остроту пережитого на войне. После августа 1966 появляются тяжёлые, напряжённые и трагичные полотна: «Он спит», «Кровь на дороге», «Кошмар в летнюю ночь», «В память о моей тёте, замученной в Равенсбрюке» и др.
Роже Глашан, историк и архивист, встречавшийся с Монлором во время его службы в архиве, опубликовал в медицинском журнале подробный разбор творчества художника, основанный на концепции связи болевого эффекта и творческого порыва. Раны, искалечившие лицо Г де Монлора, были не опасны для жизни, однако он получил тяжёлую форму костной инфекции, которая вызывала постоянную боль: «Каждый знает, что такое изматывающая зубная боль. Теперь представьте, что она ежедневна, возникает без всяких причин, мучает неотрывно». И так все 33 года — с момента ранения до смерти в 1977 году — художник жил в этом болевом кошмаре, не дававшем ни на минуту забыть пережитое.
Важный этап в развитии и совершенствовании художественного метода Ги де Монлора — усиление мистического начала, наполненного личными переживаниями. После признания своими учителями Паоло Учелло и Василия Кандинского Монлор пишет автобиографический очерк о себе и своих трудах для большой выставки, организованной его другом Чезаре Сильвани в галерее Rolf Lutz на набережной Вольтера в 1971 году, говоря о себе в третьем лице: «Он смотрит на мир несколько скептически, потому что знает, что полезность вещей не имеет большого значения. Что действительно важно, так это таинственная закономерность, которая неизбежно организует формы и цвета. Ничто из того, что он видит, не стоит на месте. Он никогда не устаёт удивляться тому, что рождается под его рукой. Единственное, что он знает, — он посредник между тайной, которая обвивает его, и этой новой картиной, которую он до этого и представить себе не мог».
Сын художника, Жорж де Монлор, вспоминает, что техника изготовления картины была доведена отцом до совершенства: он варил клей в большой кастрюле, натягивал холст на раму, покрывал холст клеем, а на следующий день делал рисунок карандашом, помечая цветовые пятна словами («красный», «жёлтый» и т. п.). Затем он заполнял пространства цветом — и начинал сдвигать эти пятна: красный наползал на жёлтый, жёлтый на чёрный... И в завершение всего отец лессировал картину.
В 1974 году Монлор приобрёл дом во Франвале (Нормандия). Там была написана картина, которой он дал название «Arma Virumque Cano» (первый стих «Энеиды» Вергилия — «Битвы и мужа пою»). Эти слова можно считать символическим комментарием к его творчеству
Последние годы своей жизни он провёл в своей квартире на Rue de Varenne в Париже. Как свидетельствует Н. Килмер, окна квартиры-студии выходили прямо на высокий забор консульства Советского Союза. «Нарядная птичка частенько перелетала через забор и красовалась прямо перед большим окном цоколя, в котором находилась студия художника. Монлор с удовольствием любовался ею, и именно эта птица стала центром последней большой картины художника, для которой он взял цвета Богородицы, облачённой в солнце Апокалипсиса св. Иоанна». Название картины «Quae est Ista…» («Кто Она?»). «Да, творчество разъедает жизнь. Оно оставляет глубокие борозды на твоём лбу, вдоль твоей спины. Твои ноги болят, болят ступни. К концу дня ты полностью измотан, потому что весь день ты писал картину. Твоё тело молчало, пока ты творил. Но потом! Это было как после рождения: пустота, депрессия. Ты был готов плакать без причины» (Заметки Аделаиды де Монлор).

## Интерпретации зрелого творчества художника
Современная Ги де Монлору арт-критика откликалась на его творчество с самых первых выставок. Особый интерес представляет интерпретация зрелого периода творчества художника, когда он в полной мере овладел той техникой, что соответствовала его мировидению и способу самовыражения. Выступления критиков сопровождали его персональную выставку в галерее Rolf Lutz летом 1971 года. Уже после смерти художника арт-критики откликнулись на выставку 1994 года в Сан-Франциско. Разрозненные выступления искусствоведов и специалистов в области живописи появлялись в разное время и в разных изданиях. Обобщение этих точек зрения может быть сведено к следующим положениям.
1. Основное содержание живописи Ги де Монлора — лиризм. Для французской арт-критики понятие «лиризм» применительно к абстрактной живописи предполагает актуализацию персонального, экспрессию глубоких внутренних переживаний, запечатление процесса творчества, художественного движения, а не законченный узнаваемый фигуративный образ (абстракция лирическая). Лиризм открыт как средствам выражения, так и интерпретациям. Применительно к картинам 50-х годов критики отмечали ритмичность и интеллектуализм как основу художественности; Роже ван Гиндерталь говорил о «формализме синтаксиса» его картин[31] . Однако в 1970-е годы оценки меняются. Жан Шабанон отмечает, что «Монлор говорит словами цветов, пытаясь материализовать лирические порывы своей кипучей фантазии»[32]. Динамику творчества Монлора в сторону усиления лиризма отмечает и Пьер Вантежу: «Последние работы Монлора показывают, что его лирическое дарование, часто хаотичное ранее, приобрело строгость без ограничения свободы персонального выражения»[33]. Критик отмечает такие особенности живописной лирики художника, как текучесть, подвижность, ироничность: «Новая сила заставляет текучую графику замереть — благодаря мастерски подобранным контрастам и особенно форме иронии, иногда неровной, но всегда очень живой» (там же). Робер Вринан указывает на баланс техничности и лиричности живописи де Монлора: «Он верен своему начальному природному таланту, конечно, но он всегда ищет новые пути самовыражения — и лиричные, и техничные в одно и то же время. Эта эволюция экспрессионизма требует от художника веры в физические особенности живописи, звуки цветов, динамику форм, сотворённых взмахами его точной кисти… Сильвани, представляющий творчество Монлора указывает, что картины Монлора хороши для медитаций о смерти. Возразим: бунта человека против смерти. Когда Ги де Монлор создавал свои картины, параллельно этому процессу появляется эквивалент самого художника, его психо-двойник в сознании автора, который будто диктует ему название работы („Иаков, борющийся с Ангелом“, „Смерть поэта“, „О моя любовь“, „Помни“ и т. п.). Мощное движение контрастов красного, белого, оттенков чёрного; взрывные ритмы композиции без каких бы то ни было замедлений: в этой оптике абстракция смотрится как часть, аспект картины, но содержит полностью то, что несёт картина, её качества, её возможности выразить чувства художника, её способность околдовать зрителя»[34].
2. Эволюция пути художника была связана с обретением возможности говорить о пережитом на войне (война как главный нерв и стимул творчества). Так, Чарльз Чапман на открытии выставки 1994 года заметил, что «Монлор был исключительным человеком: он соединял душу художника и борца, поэта-философа и политического активиста… Всё поколение художника, прошедшее войну, глубоко в душе похоронило гнев. И именно этот гнев и страсть и были эпицентром творчества Монлора»[35]. Без прямого упоминания войны о борьбе и внутренней конфликтности творчества говорит и Сильвани, представлявший картины Монлора на выставке Рольфа Лутца: «Движения кисти сталкиваются, отталкиваются, иногда в конечном итоге заключают перемирие, но мир и спокойствие здесь невозможны… К тому же, одна из. ключевых картин названа „Борьба Иакова с ангелом“ — это динамичная работа, где зебрят красный, жёлтый, чёрный или синий резкие тона, но из этой борьбы художник выходит победителем. Его яростная энергия пронизывает такие полотна, как „О, моя любовь“, „Сокоа“ и другие»[36]. Ли Флеминг в связи с выставкой 1994 года и опираясь на слова Аделаиды де Монлор подчёркивает, что всё творчество художника связано с ужасами войны: «На этих полотнах мы видим взрывы цвета и жестоких ударов кистью, за которыми угадываются естественные контуры пейзажей и архитектура городов и деревень. В картине „Машина времени“ 1952 года мы видим циркулярную пилу чёрных и полуденно-белых зубцов, угрожающе вращающихся на фоне безмятежно-голубого неба и белых облаков. И всё же страсть здесь утихомирена, хаос оркестрован. Но 20 лет спустя на полотне „Смерть, поглощённая Победой“ (1974) мы увидим ещё более сложные и завуалированные формы всё той же борьбы. Формы взаимозамкнуты в мощном пазле субстанций и ощущений. Палитра чёрного, синего, кроваво-красного и морского боя серых цветов сочетается с мощным столкновением монолитных форм, которые подобно скалам или надгробным камням блокируют взгляд и направляют его в бесконечную серую глубину»[37]. Жан-Паскаль Атту, сын Ги Атту, прошедшего всю войну бок о бок с художником, отмечает: «Мой отец много помогал Ги де Монлору с выставками его картин, которые он ценил очень высоко — ведь на них была запечатлена война, которую они прошли вместе. Картины Ги де Монлора всегда висели в нашем доме. Их сила потрясала меня с детства»[38]. Е. Пешкова пишет о двадцати двух картинах Монлора, привезённых в Россию в 2015—2016 годах: «Красная и чёрная краски преобладают практически на каждой картине выставки — бремя военных воспоминаний оставляет на холсте яркие всплески эмоций, какой-то таинственный мистический смысл жизни. Образы чёрных воронов войны и светлые образы далёкого счастья переплетаются между собой в кровавых потоках смерти — и солнца почти не видно, остаётся только зыбкая надежда на чудо. Пронзительность и достижение „болевого эффекта“ — таковы картины Монлора»[28].

## Ги де Монлор в России

### Выставки 2015—2017 годов
Осенью 2015 года Пермская государственная художественная галерея при содействии Пермского государственного гуманитарно-педагогического университета, Посольства Франции в России, Французского Института в России, Альянса Франсез — Пермь, а также при поддержке Министерства культуры, молодёжной политики и массовых коммуникаций Пермского края открыла выставку картин Ги де Монлора — первую презентацию творчества художника в России. На открытии выставки присутствовал директор Государственного Эрмитажа М. Б. Пиотровский, отметивший высокий психологизм искусства Ги де Монлора. На выставке были представлены 22 полотна художника, отражающие разные этапы его творчества,.
В марте-апреле 2016 года выставка разместилась в Выставочном зале Союза художников России в Челябинске. Во время открытия состоялась презентация книги «Ги де Монлор. Солдат и художник», выпущенной в Санкт-Петербурге.
В апреле-мае 2016 года картины выставлялись в Музейно-выставочном центре «Дом Поклевских — Козелл» Свердловского областного краеведческого музея в Екатеринбурге. На открытии выставки особенно подчёркивалась связь творчества художника с русским искусством и близость его мировидения русским традициям
В июле 2016 года выставка открылась в Москве в Выставочном зале «На Каширке». В интервью для специального репортажа с выставки для канала «Культура» известный российский искусствовед Виталий Пацюков заметил, что «это художник, который послевоенные искания, послевоенную абстракцию соединил с личным переживанием, с личной судьбой, объединяя всё сильным эмоциональным взрывом… редкий случай, когда художественное произведение связано с этикой». В прессе отмечалась сложность экспрессионистической манеры художника и необходимость эстетического сопереживания в восприятии нефигуративной живописи.
В октябре 2016 года выставка состоялась во Французском институте в России (Москва). Директор Французского института в России Оливье Гийом подчеркнул, что на выставке представлены в основном картины, отражающие военные переживания художника, в частности, события 6 июня 1944 года во время высадки союзных войск в Нормандии.
С осени 2016 года до сентября 2017 года куратором российской выставки картин Ги де Монлора выступала Boogie Gallery, под патронажем которой состоялись московские выставки в галерее Exposed, ресторане «Медь», отеле St Regis Nikolskaya Moscow. В интервью каналу «Мода» куратор выставки А. Шатохина отметила эмоциональную силу абстрактных полотен Ги де Монлора и их созвучие современной российской живописи.

### Международная научная конференция «Судьбы абстрактного экспрессионизма: к 100-летию со дня рождения Ги де Монлора (1918—1977)»
10—13 октября 2018 года состоялась международная научная конференция «Судьбы абстрактного экспрессионизма: к 100-летию со дня рождения Ги де Монлора (1918—1977)» в Российском государственном гуманитарном университете. В работе конференции приняли участие специалисты из 15 стран. Вышел сборник статей участников конференции. В апреле 2019 года вторая часть этой конференции прошла в Париже в рамках проекта Art & War in the History of Avant-Garde (1909 – 2019) (Искусство и война в истории авангарда).

## Выставки
- 1937: выставка в Салоне французских художников, Париж, Франция
- 1949: выставка в галерее Люсьен-Леонс Розенберг, Париж, Франция.
- 1949—1950: выставка Surindépendants, Париж, Франция.
- 1951 и 1954: выставки в галерее Colette Allendy, Париж, Франция.
- 1950—1958: салон Réalités Nouvelles, Париж, Франция.
- 1959 (21 февраля — 10 марта): выставка «20 художников американских — 20 художников французских», Париж, Франция
- 1971: выставка в галерее Рольфа Лутца, Париж, Франция.
- 1993: выставка в галерее Монтгомери, Сан-Франциско, США.
- 1994: выставка во французском посольстве, Вашингтон, США.
- 2012 (2—30 июня): выставка в мемориальном музее «Мост Пегас» (Pegasus Bridge), Ранвиль, Нормандия, Франция.
- 2012 (2—6 июня): выставка в городской библиотеке, Ранвиль, Франция.
- 2012 (15—16 сентября, Дни национального наследия): выставка в Оранжерее замка Ла Тибодьер, Анжу, Франция.
- 2013 (30—31 марта, 1, 6—7 апреля): выставка в фамильном замке де Монлор, Лангедок, Франция.
- 2014 по настоящее время: постоянная выставка «Пегас перед высадкой» в мемориальном музее «Мост Пегас», Ранвиль, Франция.
- 2015 (29 октября — 6 декабря): выставка в Пермской государственной художественной галерее, Пермь, Россия.
- 2016 (11 марта — 10 апреля): выставка в Выставочном зале Челябинского отделения Союза художников России, Челябинск, Россия.
- 2016 (21 апреля — 22 мая): выставка в Музейно-выставочном центре «Дом Поклевских — Козелл» Свердловского областного краеведческого музея, Екатеринбург, Россия.
- 2016 (5 июля — 10 августа): выставка в Выставочном зале «На Каширке» (Объединение «Выставочные залы Москвы»), Москва, Россия.
- 2016 (20 октября — 6 ноября): выставка во Французском институте в России (Institut français de Russie), Москва, Россия.
- 2016 (17 ноября — 2 декабря): выставка «Soldat et peintre» в галерее Exposed, выставка организована Boogie Gallery, Москва, Россия.
- 2017 (15 апреля — 18 апреля): World Art Dubai, Dubai World Trade Centre, выставка организована Boogie Gallery, Москва, Россия.
- 2017 (31 мая — 13 июня): ресторан «Медь», выставка организована Boogie Gallery, Москва, Россия
- 2017 (14 июня — 5 сентября): отель St Regis Nikolskaya Moscow, выставка организована Boogie Gallery, Москва, Россия.
- 2018 (11 октября —10 ноября): Государственный институт искусствознания Министерства культуры РФ (ГИИ), выставка организована Российским государственным гуманитарным университетом и приурочена к международной конференции «Судьбы абстрактного экспрессионизма: к 100-летию со дня рождения Ги де Монлора (1918—1977)».
- 2019 (март — октябрь): «In Memory of What I Cannot Say», Национальный Музей Второй мировой войны, Новый Орлеан, США.
- 2019 (1—7 апреля): «Ги де Монлор (1918—1977). Это была странная война», Высшая школа искусств IESA art & culture и Университет Париж 8, Париж, Франция; выставка в рамках международной научной конференции «L’art et la guerre dans l’histoire de l’avant-garde (1909—2019)».